# Anmary López
Anmary López Cabrera es una deportista cubana que compitió en piragüismo en la modalidad de aguas tranquilas. Ganó dos medallas de bronce en los Juegos Panamericanos de 1995.

## Palmarés internacional
| Juegos Panamericanos | Juegos Panamericanos      | Juegos Panamericanos | Juegos Panamericanos |
| Año                  | Lugar                     | Medalla              | Competición          |
| -------------------- | ------------------------- | -------------------- | -------------------- |
| 1995                 | Mar del Plata (Argentina) | Medalla de bronce    | K1 500 m             |
| 1995                 | Mar del Plata (Argentina) | Medalla de bronce    | K4 500 m             |